# Св. св. Кирил и Методий (Ню Йорк)
„Св. св. Кирил и Методий“ (на английски: Saints Kyril & Metodi Bulgarian Eastern Orthodox Diocesan Cathedral) е българска православна църква в град Ню Йорк, Съединените американски щати. Църквата е катедрален храм на Българската източноправославна епархия в САЩ, Канада и Австралия.

## Местоположение
Църквата е разположена в Хелс Китчън, Манхатън, на 50-та западна улица № 552.

## Описание
Сградата е в неоготически стил с фасада от жълти тухли. Дълга е 100 фута (30,48 m), широка 28 фута (8,53 m) и висока 25 фута (7,62 m).

## История

### Лютеранска църква
В 1890 година на мястото на църквата има фабрика за копринени ленти. В 1899 година църквата вече съществува. Първоначално е Христова лютеранска църква и има орган.

### Римокатолическа църква
В 1909 година е създадена полска католическа енория, наречена „Свети Клеменс Мария“. За кратко използват за богослужение сладкарница на 10-о авеню, близо до 51-ва улица, а след това наемат църквата на 50-та улица. В 1913 година е завършена собствената сграда на енорията на 40-та западна улица № 410, която днес е Метро батпистка църква.
На 16 октомври 1913 година хърватски францискански монаси основават в Манхатан католическа енория, която да обслужва хърватските имигранти. Францисканците наемат църквата на 50-та улица.
По време на петседмичен ремонт немски францисканци от 31-ва улица, словашка енория от Бруклин и немска църква на 49-та улица даряват олтар, две статуи, потир, книги, литургийни одежди и пари. До началото на 1914 година са събрани 21 000 долара за закупуване на църковната сграда, която е посветена на Св. св. Кирил и Методий, признати за светци от Католическата църква през 1881 година. По това време конгрегацията наброява около 4000 души.
След 60 години хърватската конгрегация се премества в по-голямата църква „Свети Рафаил“ на 41-ва западна улица № 502 в 1974 година, образувайки обединената енория „Св. св. Кирил и Методий и Св. Рафаил“.

### Православна църква
Сградата на 50-та улица стои празна няколко години. През 1979 година е закупена от Българската православна църква, която запазва посвещението на славянските първоапостоли. Дотогава катедралата 40 години е на 101-ва западна улица № 312.
В 1982 година е извършен вътрешен ремонт на стойност 500 000 долара и нововъзстановената църква е осветена на 13 май 1984 година.